# Referendumi o autonomiji Gagauza 1995.
Dana 5. ožujka 1995., u nekoliko mjesta južne Moldavije su održani lokalni referendumi  kako bi se odredio teritorij Gagauzije. 30 od 36 komuna glasalo je za pridruživanje novoj autonomnoj teritorijalnoj jedinici Gagauziji. U općini Svetlîi rezultati su poništeni zbog nepravilnosti pri glasovanju, a drugi referendum održan je 26. ožujka 1995.

## Pozadina
Parlament Moldavije usvojio je 23. prosinca 1994. zakon kojim se Gagauziji daje status autonomije, čime je okončan petogodišnji sukob u Gagauziji. Prema izvješću Infotaga, 27 naselja s većinskim gagauzima automatski se kvalificiralo za referendume, a dodatnih 15 bi se kvalificiralo ako bi jedna trećina stanovništva to zahtijevala.

## Rezultati
Neke od zajednica glasali su pozitivno sa više od 90% glasova birača. Taraclia i okolne općine odbile su referendum.
| Okrug                | Danas dio          |
| -------------------- | ------------------ |
| Ceadîr-Lunga         |                    |
| Komrat (glavni grad) |                    |
| Vulcănești           |                    |
| Alexeevca            | Svetlîi            |
| Svetlîi              | Svetlîi            |
| Avdarma              |                    |
| Baurci               |                    |
| Beșalma              |                    |
| Beșghioz             |                    |
| Bugeac               |                    |
| Carbalia             |                    |
| Cazaclia             |                    |
| Cioc-Maidan          |                    |
| Cișmichioi           |                    |
| Chioselia Rusă       |                    |
| Chiriet-Lunga        |                    |
| Chirsova             |                    |
| Congaz               |                    |
| Congazcicul de Jos   | Congazcicul de Sus |
| Congazcicul de Sus   | Congazcicul de Sus |
| Duduleşti            | Congazcicul de Sus |
| Copceac              |                    |
| Cotovscoe            |                    |
| Dezghingea           |                    |
| Etulia               | Etulia             |
| Etulia Nouă          | Etulia             |
| Ferapontievca        |                    |
| Gaidar               |                    |
| Joltai               |                    |
| Tomai                |                    |

## Naknadni referendumi
Dana 28. svibnja 1995. održan je još jedan lokalni referendum za određivanje glavnog grada regije uz lokalne izbore, pri čemu je izabran Comrat.
U studenom 1998., lokalna vijeća grada Basarabeasca i općine Burlăceni zatražila su referendume za pridruživanje autonomiji Gagauza, međutim to je Središnje izborno povjerenstvo Moldavije odbilo.